# Сермешаг (комуна)
Сермешаг (рум. Sărmășag) — комуна у повіті Селаж в Румунії. До складу комуни входять такі села (дані про населення за 2002 рік):
- Ілішуа (722 особи)
- Ломпірт (876 осіб)
- Мояд (223 особи)
- Пояна-Мегура (15 осіб)
- Сермешаг (4710 осіб) — адміністративний центр комуни
- Цермуре (1 особа)

Комуна розташована на відстані 410 км на північний захід від Бухареста, 24 км на північний захід від Залеу, 85 км на північний захід від Клуж-Напоки.

## Населення
За даними перепису населення 2002 року у комуні проживали 6547 осіб.
Національний склад населення комуни:
| Національність   | Кількість осіб | Відсоток |
| ---------------- | -------------- | -------- |
| угорці           | 5168           | 78,9%    |
| румуни           | 1156           | 17,7%    |
| цигани           | 217            | 3,3%     |
| українці         | 4              | 0,1%     |
| німці            | 1              | < 0,1%   |
| росіяни-липовани | 1              | < 0,1%   |

Рідною мовою назвали:
| Мова       | Кількість осіб | Відсоток |
| ---------- | -------------- | -------- |
| угорська   | 5204           | 79,5%    |
| румунська  | 1181           | 18,0%    |
| циганська  | 160            | 2,4%     |
| українська | 1              | < 0,1%   |
| російська  | 1              | < 0,1%   |

Склад населення комуни за віросповіданням:
| Релігія                                       | Кількість осіб | Відсоток |
| --------------------------------------------- | -------------- | -------- |
| реформати                                     | 4635           | 70,8%    |
| православні                                   | 1164           | 17,8%    |
| римо-католики                                 | 426            | 6,5%     |
| баптисти                                      | 232            | 3,5%     |
| греко-католики                                | 25             | 0,4%     |
| п'ятдесятники                                 | 13             | 0,2%     |
| унітарії                                      | 9              | 0,1%     |
| не релігійні                                  | 5              | 0,1%     |
| бретрени                                      | 2              | < 0,1%   |
| лютерани (Синодально-пресвітеріанська церква) | 1              | < 0,1%   |
| не вказали релігію                            | 1              | < 0,1%   |